# Geichsenhof

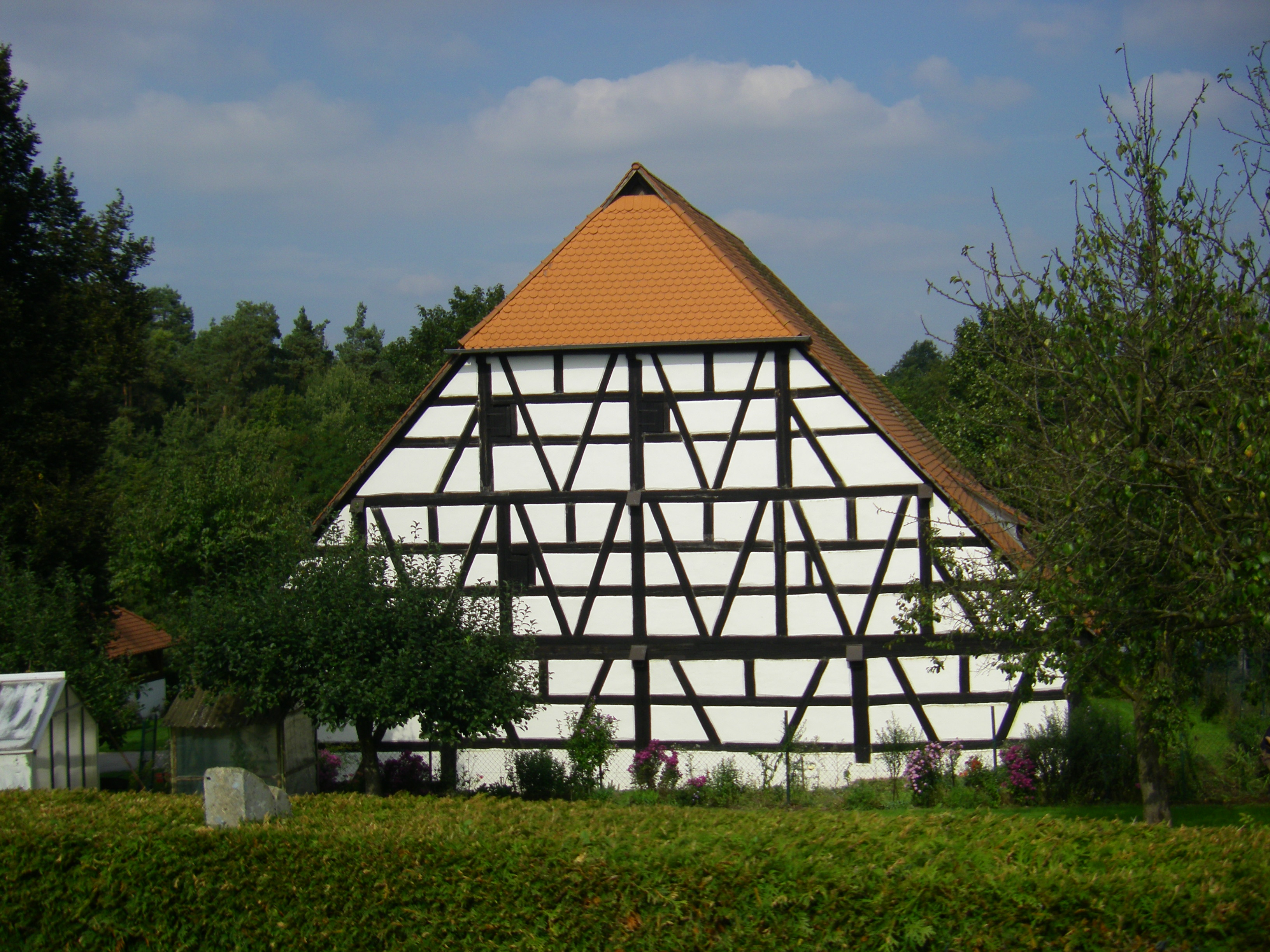
Denkmalgeschützte Scheune

Geichsenhof (fränkisch: Geiksa-huhf) ist ein Gemeindeteil der Gemeinde Neuendettelsau im Landkreis Ansbach (Mittelfranken, Bayern). Geichsenhof liegt in der Gemarkung Aich.

## Geografie
Unmittelbar nördlich des Weilers fließt das Heiligenbächl, das 200 Meter weiter östlich als rechter Zufluss in die Aurach mündet. Im Norden, jenseits der Bundesautobahn 6, liegen der Lerchenbuck (433 m ü. NHN) und der Hirtenbuck (428 m ü. NHN). Beim Ort gibt es eine Gruppe von drei Feldulmen, die als Naturdenkmal ausgezeichnet ist. Gemeindeverbindungsstraßen führen nach Aich (0,9 km nördlich), nach Altendettelsau zur Kreisstraße AN 19 (1,7 km westlich) und zur Staatsstraße 2410 (0,2 km südlich bzw. 0,8 km südöstlich). Über die Kreisstraße AN 14 gelangt man nach Neuendettelsau (Ortsmitte 1,7 km südlich).

## Geschichte
Der Ort wurde erstmals in einem Kaufbrief 1259 als „Geseze“ erwähnt, 1402 war der Name „Geyssenhoff“. Daraus kann man schließen, dass auf dem Hof ursprünglich Geißen gehalten wurden.
Ursprünglich war der Geichsenhof Eigentum der Herren von Pfefferbalg. 1259 verkaufte Heinrich Pfefferbalg, von Schulden gedrückt, den Hof an Edelwinus, dem neunten Abt des Klosters Heilsbronn. Das Kloster bewirtschaftete den Hof jahrhundertelang bis zur Auflösung 1578 in eigener Regie. Aus dem Jahr 1369 wird berichtet, dass zum Hof 400 Schafe, 6 Pferde, 5 Kühe, 3 Kälber gehörten und dass er schuldenfrei war.
Im 16-Punkte-Bericht des Oberamts Windsbach aus dem Jahr 1608 wurde für Geichsenhof eine Mannschaft verzeichnet, die das Klosterverwalteramt Heilsbronn als Grundherrn hatte. Das Hochgericht übte das brandenburg-ansbachische Kasten- und Stadtvogteiamt Windsbach aus. Im Dreißigjährigen Krieg wurde der Hof 1636 niedergebrannt und die Eigentümer getötet. Er verödete und fiel dem Amt anheim. Erst 1657 fanden sich zwei Käufer (Georg Appold und Hans Geiger), die den Hof mit 136 Morgen Ackerland, 141⁄2 Tagewerk Wiesen, 9 Morgen Waldung für 66 Gulden erhielten mit der Verpflichtung, im ersten Jahr 4 Simra Korngült zu geben, dann jährlich 1 Simra mehr, bis 10 Simra erreicht waren. Dem konnten die Besitzer nicht nachkommen, schließlich fiel der Hof 1669 wieder an die Herrschaft zurück. Sieben Jahre später wurde er für 180 Gulden verkauft.
An den zuständigen Ämtern hatte sich bis Ende des 18. Jahrhunderts nichts geändert. Unter der preußischen Verwaltung (1792–1806) des Fürstentums Ansbach erhielt der Geichsenhof bei der Vergabe der Hausnummern die Nr. 28 des Ortes Aich. Von 1797 bis 1808 unterstand der Ort dem Justiz- und Kammeramt Windsbach.
Im Rahmen des Gemeindeedikts wurde Geichsenhof dem 1808 gebildeten Steuerdistrikt Aich und der 1810 gegründeten Ruralgemeinde Aich zugeordnet. Im Zuge der Gebietsreform in Bayern wurde diese am 1. Januar 1972 nach Neuendettelsau eingemeindet.

### Bau- und Bodendenkmäler
- Geichsenhof 2: eine Scheune im Fachwerkbau mit Krüppelwalmdach, gebaut um 1700[17]
- mesolithische Freilandstation und eine neolithische Siedlung[17]

### Einwohnerentwicklung
| Jahr      | 001818 | 001836 | 001840 | 001861 | 001871 | 001885 | 001900 | 001925 | 001950 | 001961 | 001970 | 001987 | 002007 | 002013 |
| Einwohner | 15     | 19     | 19     | 28     | 31     | 38     | 28     | 28     | 32     | 22     | 31     | 21     | 38     | 47     |
| Häuser    | 2      | 2      | 3      |        |        | 6      | 6      | 6      | 5      | 5      |        | 5      |        |        |
| Quelle    | [ 19 ] | [ 20 ] | [ 21 ] | [ 22 ] | [ 23 ] | [ 24 ] | [ 25 ] | [ 26 ] | [ 27 ] | [ 28 ] | [ 29 ] | [ 30 ] | [ 31 ] | [ 1 ]  |

## Religion
Der Ort ist seit der Reformation evangelisch-lutherisch geprägt und war ursprünglich nach St. Peter (Petersaurach) gepfarrt, ab 1812 war die Pfarrei St. Michael (Weißenbronn) zuständig und seit 1834 die Pfarrei St. Nikolai (Neuendettelsau). Die Einwohner römisch-katholischer Konfession waren ursprünglich nach St. Vitus (Veitsaurach) gepfarrt, seit 1976 ist die Pfarrei St. Franziskus (Neuendettelsau) zuständig.